# 邁洛 (紐約州)
邁洛（英語：Milo）是一個位於美國紐約州耶芝縣的鎮。

## 人口
根據2020年美國人口普查的數據，邁洛的面積為114.83平方千米，當中陸地面積為99.54平方千米，而水域面積為15.28平方千米。當地共有人口6803人，而人口密度為每平方千米59人。